# Alex Telles
Alex Nicolao Telles (* 15. prosince 1992 Caxias do Sul) je brazilský profesionální fotbalista hrající jako levý obránce za brazilskou reprezentaci.

## Klubová kariéra
Telles začal svou kariéru v brazilském Juventude, než byl v roce 2013 prodán do prvoligového Grêmia. Ten rok byl zvolen nejlepším levým obráncem v lize. V lednu 2014 Telles podepsal s tureckým Galatasaray, vyhrál různé trofeje včetně ligového titulu, dvou tureckých pohárů a tureckého Superpoháru, než byl v sezóně 2015/16 poslán na hostování do Interu Milán.
V červenci 2016 byl Telles prodán do Porta, kde se etabloval jako jeden z nejlepších levých obránců v lize. Odehrál zde téměř 200 zápasů a vyhrál čtyři trofeje, včetně dvou ligových titulů, a také byl jmenován do nejlepší jedenáctky sezóny třikrát po sobě. Tellesovy výkony vyvolaly zájem několika evropských klubů a v říjnu 2020 ho podepsal Manchester United za 18 milionů eur. Před sezónou 2022–23 odešel na hostování do Sevilly, se kterou v roce 2023 ovládl Evropskou ligu.

## Reprezentační kariéra
Přestože se Telles narodil v Brazílii, má díky svým praprarodičům rovněž italský pas, díky čemuž byl v minulosti způsobilý reprezentovat italský národní tým. V březnu 2019 však dostal první pozvánku do národního týmu Brazílie. Za Brazílii debutoval 23. března 2019 v přátelském utkání proti Panamě jako předkrm. Dne 7. listopadu 2022 byl Telles jmenován do sestavy pro Mistrovství světa ve fotbale 2022. Z turnaje byl nucen odstoupit poté, co si v posledním zápase skupinové fáze proti Kamerunu přivodil zranění pravého kolena.